# 舍尼耶尚热
舍尼耶尚热（法語：Chenillé-Changé，法語發音：[ʃənije ʃɑ̃ʒe] ⓘ）是法国曼恩-卢瓦尔省的一个旧市镇，属于瑟格雷区。2016年1月1日，舍尼耶尚热和相邻的巴科讷河畔尚特塞合并为新市镇舍尼耶-尚特塞（Chenillé-Champteussé）。

## 地理
舍尼耶尚热（47°41'58"N, 0°39'58"W）面积5.3 平方千米，位于法国卢瓦尔河地区大区曼恩-卢瓦尔省，该省份为法国西部内陆省份，大致对应安茹地区，北起顺时针与马耶讷省、萨尔特省、安德尔-卢瓦尔省、维埃纳省、德塞夫勒省、旺代省、大西洋卢瓦尔省和伊勒-维莱讷省接壤。
与舍尼耶尚热接壤的市镇（或旧市镇、城区）包括：尚贝莱、巴科讷河畔尚特塞、拉雅耶伊翁、马里涅。
舍尼耶尚热的时区为UTC+01:00、UTC+02:00（夏令时）。

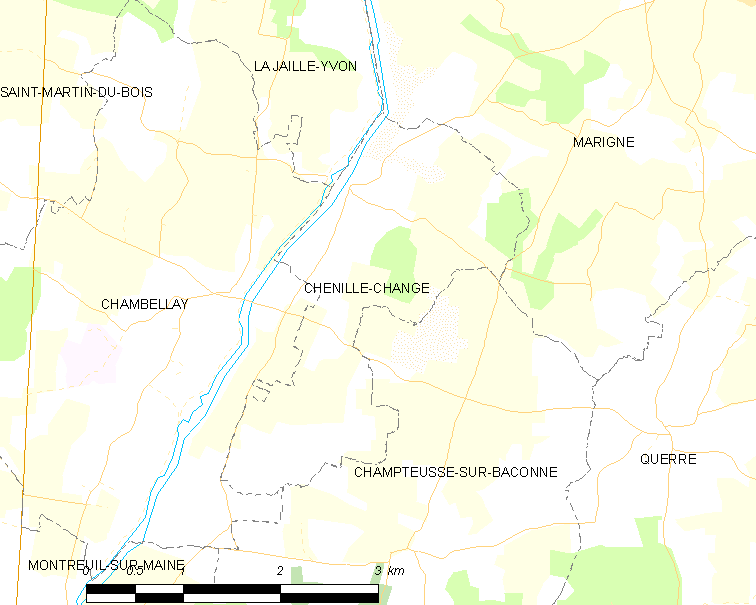
舍尼耶尚热的OSM定位图

## 行政
舍尼耶尚热的邮政编码为49220，INSEE市镇编码为49095。

## 政治
舍尼耶尚热所属的省级选区为蒂耶尔塞县。

## 人口

1962-2008年间舍尼耶尚热人口变化图示

舍尼耶尚热于2018年1月1日时的人口数量为131人。